# Christine Goitschel
Christine Goitschel (n. 9 iunie 1944, Sainte-Maxime, Provence-Alpes-Côte d'Azur, Franța) este o schioară alpină ce a reprezentat Franța, medaliată olimpică. A participat la o ediție a Jocurilor Olimpice (1964) în care a câștigat o medalie de aur și o medalie de argint.